# Andy Hinchcliffe
Andrew George "Andy" Hinchcliffe (ur. 5 lutego 1969 w Manchesterze) – piłkarz angielski występujący na pozycji obrońcy. Podczas swojej kariery zawodniczej grał w Manchester City, Everton, Sheffield Wednesday.
Był jednym ze strzelców bramek w derbach Manchesteru przeciwko Manchester United w wygranym meczu 5:1 23 września 1989. Hinchcliffe zdobył w 1995 FA Cup w barwach Evertonu. Był to jego najlepszy sezon w karierze. Jego debiut reprezentacyjny przypadł na wygrany mecz wyjazdowy 3:0 przeciwko Mołdawii 1 września 1996. Po problemach zdrowotnych został sprzedany do Sheffield Wednesday, gdzie grał 2 lata. Hinchcliffe zrezygnował z gry w marcu 2002 z powodu operacji lewego kolana.
Aktualnie zawodnik pracuje jako komentator w Key 103 i Magic 1152 Manchester gdzie podsumowuje wszystkie mecze Manchester City.
Podobnie jak swojego kolegę z Evertonu, Duncan Ferguson, Hinchcliffe zainspirował fińskiego kompozytora Osmo Tapio Räihälä, który napisał utwór Hinchcliffe Thumper – Tha' Bloody Intermezzo in 1993. Dzieło miało premierę w Malmö, w 1994.